# Kadasagatti, Sampgaon
Kadasagatti là một làng thuộc tehsil Sampgaon, huyện Belgaum, bang Karnataka, Ấn Độ.